# Гавриловка (Ульяновская область)
Гаври́ловка – село в Ульяновской области Тереньгульского района, входит в Михайловское Сельское Поселение.

## География
Расположено село на трассе М5, на левом берегу реки Усы, в 17 км к югу от районного центра Тереньга и менее 1.5 км к северу от центра Сельского поселения Михайловка.

## История
Село Горюшки основано в XVII веке. 

Во 2-й половине XVII в. село было пожаловано Даниловому монастырю (Москва). 
Особое место среди владений Д. м. занимало с. Дмитриевское (Горюшка) Симбирского у., пожалованное мон-рю во 2-й пол. XVII в. По сведениям, полученным в 1763 г. от крестьян села, они и их предки не выполняли повинностей и не выплачивали ни денежного, ни натурального оброка в пользу мон-ря. Т. о., село, где жили ясашные народы Поволжья, не имело для Д. м. хозяйственного значения и поступило в ведение обители исключительно для скорейшего распространения христианства среди мусульман и язычников.
В 1780 году село Дмитриевское Горюшки тож, при реке Усе и устьях Белых ключей, ясашных крестьян —170, экономических крестьян —46, дворцовых крестьян —4, помещиковых крестьян —67, не знающих своих помещиков крестьян —81, (все — ревизские души), вошёл в состав Сызранского уезда Симбирского наместничества.
Земская школа открыта в селе в 1845 году.
В 1859 году село Горюшка в 1-м стане Сенгилеевского уезда Симбирской губернии, в 136 дворах жило 998 человек. Церковь православная. Сельское училище.
В конце XIX — начале XX вв. — центр Горюшкинской волости Сенгилеевского уезда Симбирской губернии.
После отмены крепостного права в 1861, уроженец села Антипов Кузьма Антипович (Тимохин) 1826 г.р., крестьянин, стал волостным старшиной Горюшкинской волости, Сенгилеевского уезда (1875), а так же работал на посту депутата при земском собрании Сенгилеевского уезда 1869-1875 годах. 
В 1885 году прихожанами был построен каменный храм. Престол в нём — во имя св. великомученика Димитрия Солунского.
В 1913 году здесь имелись медпункт, 2 школы (начальное мужское училище существовало с 1840-х).

Крестьяне в марте 1919 года активно участвовали в Чапанной войне против советской власти, вследствие чего большое количество крестьян и жителей села, были отправлены в ссылки и расстреляны 
«Чапанная война» стоила немалого числа человеческих жизней. В боях при подавлении Чапанного восстания сложили головы не менее 1000 «кулаков», ещё свыше 600 человек было расстреляно. Немало полегло и «коммунистов». В уездном Карсуне были торжественно захоронены останки 68 советских работников и красноармейцев, павших от рук восставших. 23 марта 1919 года 21 красноармеец был похоронен в братской могиле на Венце, в их числе и несколько «интернационалистов». В память о председателе Горюшкинского волостного Совета Гавриле Данилове, погибшем от рук восставших весной 1919 года, село Горюшки Тереньгульского района было в 1960 году переименовано в село Гавриловку.
Восстание потерпело поражение — но восставшие в немалой степени добились своего. Чрезвычайный налог был отменён. Лев Троцкий, второй человек в Советской России, в апреле 1919 года говорил: «Восстание крестьян в Поволжье — грозное предостережение для нас». И самарские, и симбирские губернские власти в один голос признавали, что восстание стало результатом реакции крестьян на повсеместные и массовые злоупотребления представителей Советской власти.
В 1960 году село было переименовано в Гавриловку — в честь первого председателя волостного совета Гаврилы Анисимовича Данилова, убитого кулаками в 1919 году.
В середине 1990 годах годов в селе функционировали школа, фельдшерский пункт, филиал районной библиотеки, клуб, отделение совхоза им. Данилова.

### Наименование и принадлежности
Вторая половина XVII века — с. Димитриевское (Горюшка), Симбирский уезд. (согласно историческим записям Даниловского монастыря)
Середина XVIII века — с. Дмитриевское Горюшки, Симбирский уезд, Завальный стан. (согласно Ревизским Сказкам)
Середина XVIII века — с. Дмитриевское Горюшки, Сызранский уезд Симбирское наместничество (согласно ведомости Симбирского наместничества)
Середина XVIII века — с. Дмитриевское Горюшки, Казанская губерния, Симбирское наместничество (согласно карте того периода)
Начало XIX века — Горюшки (Горюшка) Симбирская губерния, Сенгилеевский уезд, Горюшкинская волость. (согласно Адрес-календарю)
С первой половины XX века — Горюшки, Тереньгульский район, Ульяновской области. (согласно метрическим книгам данного села)
с 1960 года — Гавриловка, Тереньгульский район, Ульяновской области.

## Население
| - 1744 — 17 человек - 1780 — 368 человек - 1859 — 136 дворов, 998 человек с. 65. - 1884 — 218 дворов, 1260 человек с.30 - 1897 — 248 дворов, 1441 человек с. 64 - 1913 — 255 дворов, 1496 человек - 1996 — 509 человек, преимущественно русские - 2010 — 488 человек. | Графики недоступны из-за технических проблем. См. информацию на Фабрикаторе и на mediawiki.org. |

## Религия
Православная церковь в Горюшках упоминается в «Списке населенных мест по сведениям 1859 года» . В 1885 году был построен каменный Димитриевский храм. Утрачен в годы советской власти. Фундамент утраченной православной приходской церкви Дмитрия Солунского 1885 г. включен в Сводный список объектов культурного наследия Теренгульского района.
Храм каменный, теплый, построен прихожанами в 1885 г. Престол в нем во имя св. великомученика Димитрия Солунского. Церковной земли 2 дес. усадебной и 33 дес. пахотной и сенокосной. Капитал церкви 100 руб. Причт состоит из священника и псаломщика; дома для них церковные на церковной земле. Прихожан в с. Горюшке (н. р.; волост. правл.; приемн. покой) в 253 двор. 732 м и 748 ж. Церк.- приход. попечительство существует с 1876 г. Земская школа открыта в селе в 1845 г. Ближайшие села: Михайловка в 1 вер. и Елшанка в 5 вер. Расстояние от Симбирска 86 вер., от Сенгилея 65 вер. Почтов. адрес — с. Тереньга (10 вер.).

Источник: Н. Баженов «Статистическое описание соборов, монастырей, приходских и домашних церквей Симбирской епархии по данным 1900 г.», Приложение к Симбирским Епархиальным Ведомостям за 1903 год, Симбирск.
В 1923 году священником Димитриевской церкви села Горюшки Сенгилеевского уезда был назначен Расторгуев Андрей Иванович.

### Святые
Сщмч. Николай Покровский, настоятель сельского храма с 1908 года, расстрелян в 1919 году.
Выдержка из летописи 1918-го года. Именно тогда на отца Николая Покровского и были организованы местными сельскими большевиками первые гонения и притеснения:
По местам вторгались и в храмы Божии, и производились в них грабежи. Проведали про то горюшкинские жители, и вот, в одно время, собрались вечером на площади церковной в большом количестве, вызвали священника Покровского, стали рассказывать ему, что слышали про такие и такие-то насилия в церквах. «Чего же вы добиваетесь?» — спросил священник. «А хотим составить всеобщий приговор такой, чтобы до нашей церкви не касались». «Ну и составляйте!». «Ты должен пустить нас в церковь, чтобы мы это там устроили». Не мог устоять священник Покровский Николай Сергеевич против подобного всеобщего желания впустить их в церковь. И вот единственно этот его поступок послужил жизненной мукой для него. В Горюшке немало коммунистов, которые стояли вопреки мнениям большинства благоразумных. Они издавна пропитались духом нетерпимости. Им вообразилось, что подходит время повсюдного уравнения в имущественном отношении, чего, конечно, никогда не может сбыться. И вот посыпались доносы в город, что священник Николай Покровский устраивает митинги в храме с целью настраивания жителей против революции. Вследствие чего производились неоднократные наезды в дом священника, чинились допросы, производились обыски в дому. Конечно, обвинен он быть не мог, и все-таки прослыл контрреволюционером, и поплатился тем, что у него отобрана единственная бывшая у него лошадь со всей упряжью и с экипажем, имущество описано с отобранием подписки, чтобы ничего не утрачивалось, и сам подвергся домашнему аресту. И так весь год священник Покровский был в тревоге

Местные власти пытались закрыть церковь. Сельчане были категорически против этого. Собравшись в храме по разрешению священника, они постановили, что никто и никогда не вправе закрывать их церковь. Большевики затаили злобу на священника.
Красноармейцы, прибывшие для подавления вспыхнувшего на территории Симбирской губернии крестьянского восстания, обвинили отца Николая в пособничестве мятежникам и осуществлении духовного руководства ими.
В ночь с 17 на 18 марта 1919 священник был арестован и приговорен к расстрелу волостным военно-революционным комитетом «за подстрекательство и контрреволюционную напутственную проповедь перед восставшими».
Расстрелян 18 марта 1919 года. Похоронен на местном приходском кладбище.

## Памятные места
Памятник организаторам Советской власти в с. Гавриловка (б. Горюшка) Г. А. Данилову и М. Д. Чегодаеву, убитым кулаками в 1919 г.
Надпись на табличке: «Памяти борцам гражданской войны Данилову Г. А. и Чекодаеву, погибшим в 1919 г. от рук кулаков».
Памятник находится около Гавриловской начальной школы (бывшего Горюшкинского волисполкома) в школьном саду.
Гавриил Анисимович Данилов являлся одним из организаторов Советской власти в с. Горюшка. Будучи батраком, в 1905 г. он участвовал в революционном движении и возглавлял выступление крестьян, пытавшихся разгромить усадьбу помещика Ушаков, за что был приговорен к 9 годам тюрьмы и 4 годам ссылки. Вернувшись в 1917 г. из царской армии на родину, организовал из бедноты и бывших фронтовиков группу активных сторонников Советской власти, которая осуществила в селе экспроприацию у помещиков и богачей. В 1918 г. Г. А. Данилов был избран председателем Горюшкинского Волисполкома и на этом посту провел большую работу по упрочению Советской власти в волости. Одним из его ближайших помощников был нарсудья Михаил (по другим источникам — Павел) Дмитриевич Чегодаев. Весной 1919 г. (конец февраля — начало марта) на территории Симбирской губернии вспыхнуло «чапанное» восстание. В один из дней марта в Горюшку верхом приехал Чегодаев с тревожной вестью, что «в соседних селах взбунтовались кулаки». В полдень прискакал комиссар Богданов и сообщил, что кулаки, сумев обмануть крестьян, собрали силы и их нужно ожидать с часу на час. Данилов распорядился, чтобы активисты покинули село, а сам остался в совете: «Надо объяснить народу правду, он должен понять». Когда группа восставших, возглавляемая местными кулаками, появилась в селе около Волисполкома, вместе с нарсудьей Чегодаевым и комиссаром Богдановым, Данилов вышел на крыльцо Волисполкома и обратился к собравшимся, пытаясь объяснить им действительное положение вещей и разоблачить цели руководителей восстания. В ответ на это кулаки набросились на них, нанесли Данилову удар вилами в грудь и стали избивать всех троих, а затем потащили к арестантской. Около входа в неё Данилов и Чегодаев были убиты. Г. Данилова похоронили на сельском погосте, а тело Чегодаева перевезли на его родину в Сенгилеевский район. О судьбе Богданова точных сведений нет. На месте убийства, там, где прежде была арестантская, поставлен памятник Данилову и Чегодаеву. Для увековечения памяти первого председателя Волисполкома Гавриила Данилова, погибшего от рук классовых врагов, по инициативе жителей с. Горюшка местному совхозу присвоено имя Данилова, а сельцо Горюшка переименовано в Гавриловку. Могила находится в 50 м к северо-западу от ворот погоста. Рядом могилы дочери Данилова — Ховриной Т. Г. и других родственников. (Текст И. Нефедова)
Обелиск и захоронение признаны объектами культурного наследия.

### Известные уроженцы села
- Иванов, Фёдор Васильевич (1896—1968 гг.) - кавалер трёх орденов Славы.

- Данилов Александр Федорович (1901—1965 гг.) — баянист. Самостоятельно изучал игру на гармонике. В 1914—1921гг. специализировался в игре на гармониках в цирковых передвижных труппах, на аттракционах, в ресторанах, затем перешел в трио баянистов — «Кузнецов, Данилов, Попков», существовавшее до 1958 г.. Участниками трио были сделаны обр. нар. мелодий, популярных вальсов и др. Артисты участвовали в озвучивании фильмов ("Трактористы", "Свинарка и пастух", "Гибель Орла" и др.), в годы Великой Отечеств. войны 1941-45 вели активную конц. деятельность в составе фронтовых бригад, после войны концертировали по Сов. Союзу (до 1958). В репертуар входили произв. П. И. Чайковского, М. И. Глинки, Ф. Шопена, В. А. Моцарта, обр. нар. музыки[22] [23].

### Интересные факты из истории
- Маршрут следования А.С.Пушкина в сентябре 1833 году из Уральска в Болдино по окончании его оренбургской поездки пролегал через село Горюшки маршрутом[24]:

... Сызрань (почт. ст.) - с.Чекалино (Чекалинское, также Ивановское, или Покровское; почт. ст.) - с. Богородское - с. Михайловское - с.Горюшки (почт. ст.) - с.Тереньга (или Тереньгул; почт. ст.) - д. Костяевка - с. Ясачная Ташла (почт. ст.) - с.Солдатская Ташла - д. Елшанка ...
- В 1841 году Солнечное затмение навело панику в селе. Согласно записям, вопль и паника длились «не менее 20-ти минут». Подобное говорит о том, что паника в действительности была серьезная[25].

«В десятом часу дня» по одним, «около 10-ти часов утра» по другим старинным записям, веселое солнце померкло, липкая тьма окутала землю. Месяц и звезды «очень ярко» засверкали на небесном своде. Полоса абсолютного мрака шириной в 270 км пролегла на территории Карсунского, Сызранского, Сенгилеевского, Симбирского, Ставропольского, Самарского уездов Симбирской губернии. Мирное население охватила паника. В селе Голодяевке Сызранского уезда жители «сильно перепугались; бегали из поля, крича: «Господи, помилуй ! Страшный суд !!! Светопреставление !..». В селе Горюшки Сенгилеевского уезда помрачение светила было так ощутимо, что простонародье отнесло его к концу света – стало с воплями сбегаться к церкви, прося священника срочно отслужить молебен